# Березино
Березино́ (біл. Беразіно) — місто у Мінській області Білорусі, за 100 км від Мінська, адміністративний центр Березинського району.
Розташоване на річці Березині.
Через місто проходять автошляхи М4 Могильов — Мінськ та Борисов — Бобруйськ.